# Едвін фон Роткірх унд Трах
Граф Ерснт Георг Едвін фон Роткірх унд Трах (нім. Ernst Georg Edwin Graf von Rothkirch und Trach; 1 листопада 1888 — 29 липня 1980) — німецький офіцер, генерал кавалерії. Кавалер Німецького хреста в золоті.

## Біографія
Закінчив кадетський корпус. 1 березня 1908 року вступив у 17-й Мекленбурзький драгунський полк. Учасник Першої світової війни. За бойові заслуги відзначений численними нагородами. З 1919 по 1939 року займав різні командні посади в рейхсвері і вермахті. З 25 квітня 1940 року — командир 442-ї охоронної дивізії. 5 січня 1942 року призначений командиром 330-ї піхотної дивізії, яка була перекинута на німецько-радянський фронт і включена до складу групи армій «Центр». З вересня 1943 року — командувач тиловим районом і охоронними військами групи армій «Центр», а з квітня 1944 року — командувач військами вермахту в генеральному окрузі «Білорусь» (займав обидві посади одночасно). З 3 листопада 1944 року — командувач 53-м армійським корпусом. Учасник наступу в Арденнах. 6 березня 1945 року узятий в полон американськими військами. Звільнений з полону 3 листопада 1947 року.

## Звання
- Лейтенант (1 березня 1908) — патент від 19 червня 1908 року.
- Оберлейтенант (25 лютого 1915)
- Ротмістр (16 вересня 1917)
- Майор (1 грудня 1930)
- Оберстлейтенант (1 травня 1934)
- Оберст (1 квітня 1936)
- Генерал-майор (1 березня 1940)
- Генерал-лейтенант (1 березня 1942)
- Генерал кавалерії (1 січня 1944)

## Нагороди
- Залізний хрест 2-го і 1-го класу
- Ганзейський Хрест (Гамбург)
- Хрест «За військові заслуги» (Мекленбург-Шверін) 2-го і 1-го класу
- Почесний хрест (Ройсс) 3-го класу
- Почесний хрест ветерана війни з мечами
- Німецький кінний знак в золоті
- Медаль «За вислугу років у Вермахті» 4-го, 3-го, 2-го і 1-го класу (25 років)
- Застібка до Залізного хреста 2-го і 1-го класу
- Нагрудний знак «За поранення» в чорному
- Медаль «За зимову кампанію на Сході 1941/42»
- Німецький хрест в золоті (5 листопада 1942)
- Орден «За заслуги перед Федеративною Республікою Німеччина», офіцерський хрест (1975)